# Procesí

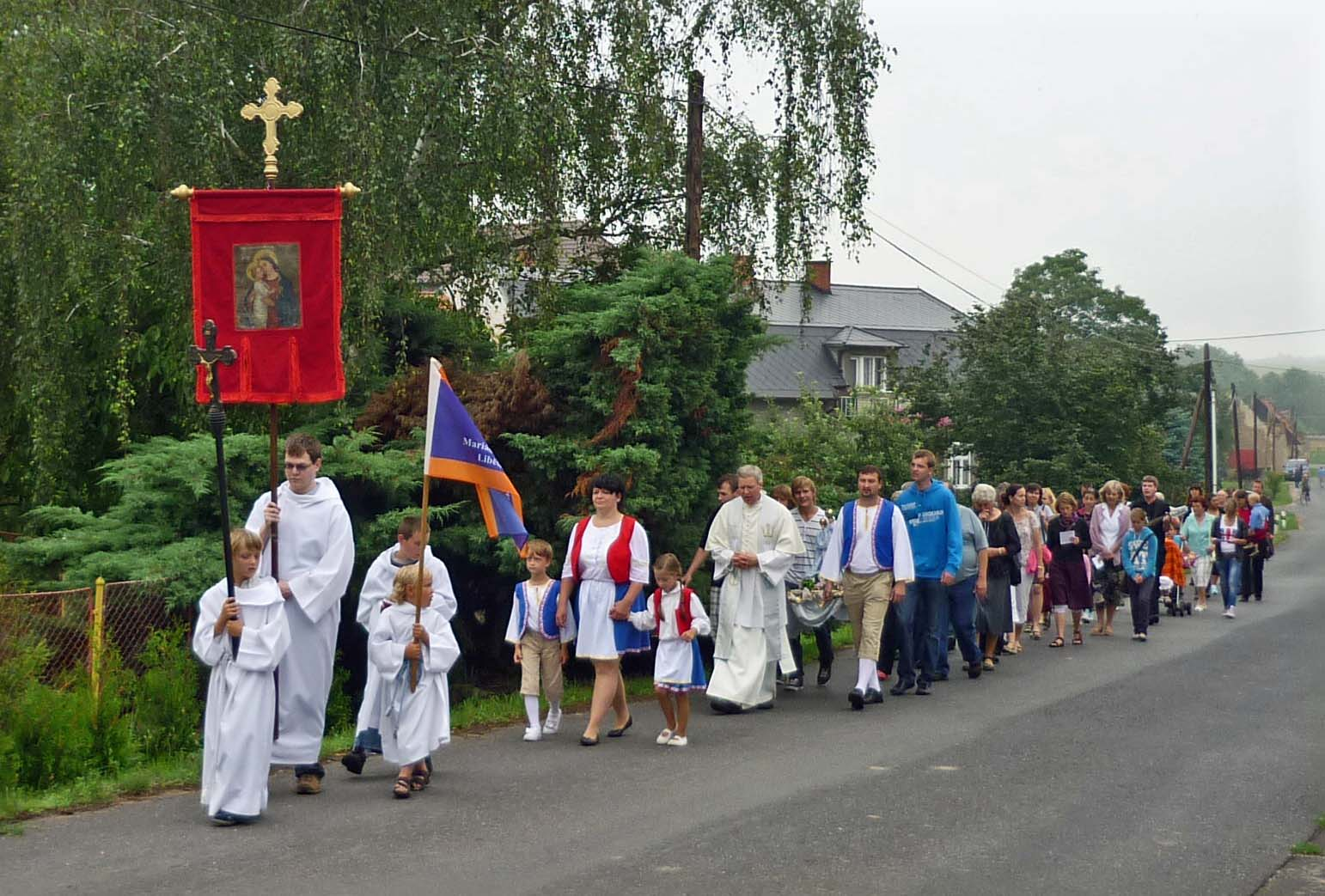
Římskokatolické procesí v Liběšicích u Žatce, 2012

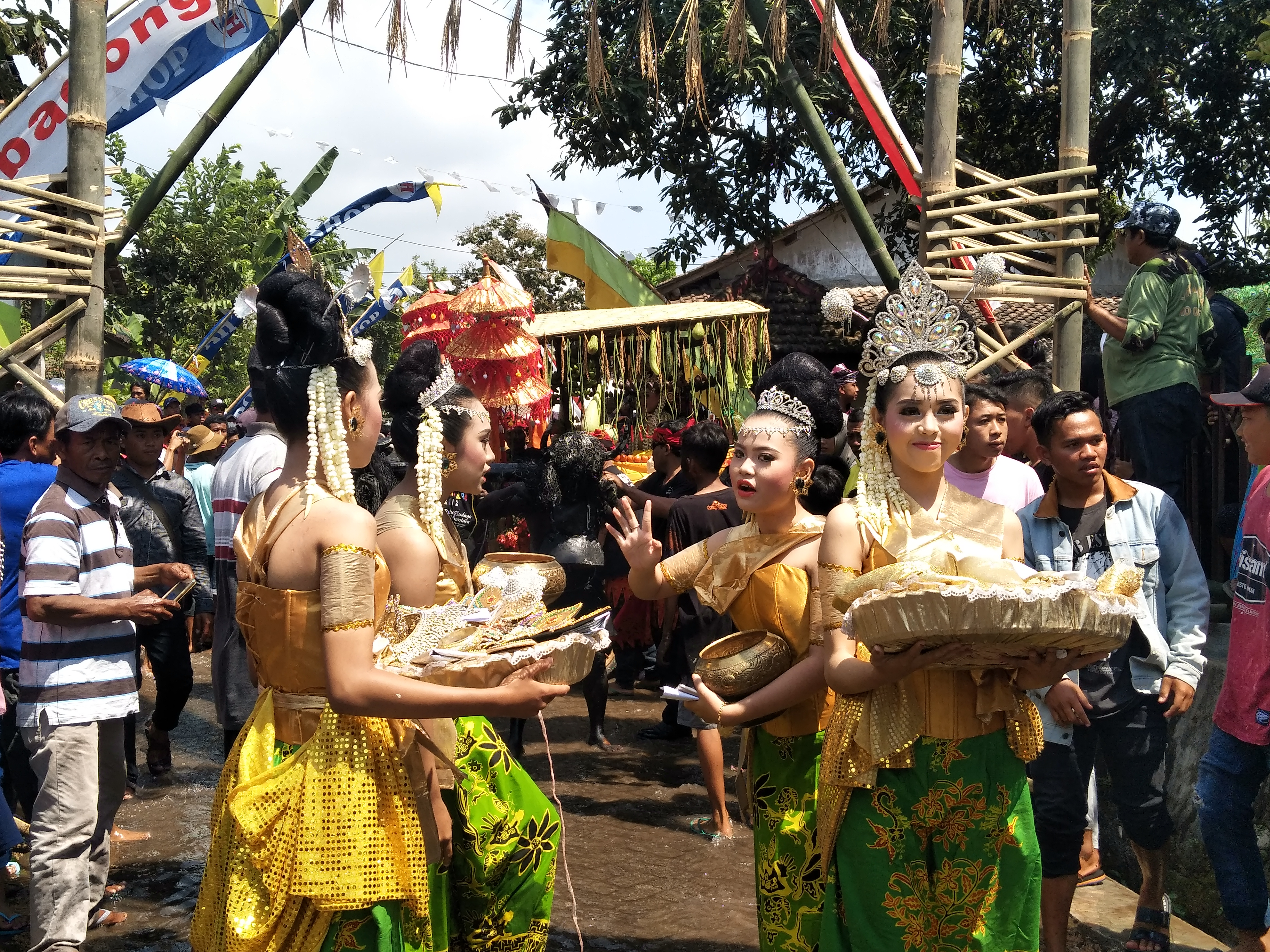
Hinduistické procesí k poctě Dewi Sri v indonéském Banyuwangi

Procesí je náboženský obřad, organizovaný průvod na určité místo. Výraz vychází z latinského processio, „postup, pochod“.

## Římský katolicismus
V římskokatolické církvi je procesí průvodem, který může probíhat v kostele nebo, v rámci jedné farnosti, mimo něj. Venkovní procesí začínají kostele a opět v něm končí, účastní se jich kněz, ministranti i prostí věřící a zahrnují například společnou modlitbu nebo nošení kříže a korouhví. Můžou mít charakter prosebný (na svatého Marka či křížové dny), kajícný, děkovný nebo svátostný (slavnost Božího těla). V Česku mají počátek v raném středověku, rozvinula se v jeho vrcholné a pozdní fázi, a nejvíce se rozmohla v době barokní. Procesí kterým začíná mše se označuje jako vstupní průvod.

## Starořecké náboženství
Ve starořeckém náboženství bylo procesí (πομπή pompé) standardním prvkem veřejného kultu jednotlivých polis, ale pořádala je také některé mysterijní kulty. Končívala zpravidla ve svatyni božstva, k jehož poctě byla konána, místa, z kterého vycházela, se ale různila, mohlo se jednat například o prytaneion (sídlo zastupitelstva obce) nebo městské brány. Součástí průvodu bývala také zvířata určená k oběti a nesené posvátné předměty (hiera) a obřadní pomůcky, někdy i socha božstva.